# Dustin Cook
Dustin Cook, kanadski alpski smučar, * 11. februar 1989, Ottawa, Kanada.
Na Svetovnem prvenstvu v alpskem smučanju 2015 v Vailu je na superveleslalomski tekmi dosegel svoj največji uspeh v karieri. Osvojil je srebrno medaljo.